# 2012年中華民國鄉鎮市長補選
2012年中華民國共有七次鄉鎮市長補選，包括：
- 01月14日　竹南鎮鎮長補選
- 02月11日　花壇鄉鄉長補選
- 04月28日　鹿港鎮鎮長補選
- 08月11日　壽豐鄉鄉長補選
- 08月18日　海端鄉鄉長補選
- 09月08日　礁溪鄉鄉長補選
- 11月10日　三星鄉鄉長補選

## 竹南鎮鎮長補選
由於苗栗縣竹南鎮第十六屆鎮長謝清泉於2011年10月29日逝世所舉行。本選舉於2012年1月14日與總統及立法委員選舉同日舉行，由無黨籍、時任苗栗縣第一選舉區立法委員之康世儒與中國國民黨提名、曾任苗栗縣議員之廖英利兩人競逐。由康世儒以2萬6987票擊敗廖英利1萬6969票。然而，因康世儒為第14、15屆鎮長，故本次補選康「連選連任」資格認定問題，被判決當選無效，導致本鎮在2013年年初舉行同一屆鎮長任內的第二次補選。

### 選舉結果
| 號次 | 候選人 | 政黨       | 得票數 | 得票率 | 結果 |
| ---- | ------ | ---------- | ------ | ------ | ---- |
| 1    | 康世儒 | 無黨籍     | 26,987 | 61.4%  |      |
| 2    | 廖英利 | 中國國民黨 | 16,969 | 38.6%  |      |

## 花壇鄉鄉長補選
2012年花壇鄉鄉長缺額補選，是因彰化縣花壇鄉第16屆鄉長顧金土（補選當選）涉及賄選判刑確定、解除鄉長職務所舉行之補選。此選舉於2012年2月11日舉行。由民主進步黨的李成濟贏得選舉。

### 選舉結果
| 號次 | 候選人 | 政黨       | 得票數 | 得票率 | 結果 |
| ---- | ------ | ---------- | ------ | ------ | ---- |
| 1    | 李成濟 | 民主進步黨 | 7,425  | 44.0%  |      |
| 2    | 李岳珉 | 無黨籍     | 4,933  | 29.2%  |      |
| 3    | 黃健彰 | 無黨籍     | 4,507  | 26.7%  |      |

## 鹿港鎮鎮長補選
2012年鹿港鎮長缺額補選，是原任彰化縣鹿港鎮第16屆鎮長王惠美因參選2012年中華民國立法委員選舉後當選彰化縣第一選舉區立法委員而須依法辭去鎮長後所進行的選舉。選舉於2012年4月28日進行選舉投票。民主進步黨候選人黃振彥最後以七成餘的得票率，擊敗中國國民黨候選人蔡明忠。

### 選區背景
上屆鎮長選舉國民黨王惠美得票爲31,249(80.15%)，而民進黨未派人參選。2012年中華民國總統副總統及立法委員選舉，民進黨蔡英文在鹿港得票25,150(50.73%)，國民黨馬英九得票22,863(46.12%)，蔡小勝2千票；在區域和不分區立委政黨票部分則均由國民黨小勝。

### 競選過程
此次補選被視為2012年中華民國總統選舉的延長賽，因民眾不滿馬英九對美牛問題的處理方式及宣布油電雙漲導致物價飛漲，使馬英九成了票房毒藥，選民對馬英九投下不信任票。選舉前，中國國民黨派出立法院長王金平與吳敦義等到場助陣，而泛綠陣營則有包括民進黨前主席蔡英文、前行政院長蘇貞昌、謝長廷、游錫堃及台聯黨主席黃昆輝、高雄市長陳菊等出面站台。

### 選舉結果
| 號次   | 政黨   | 政黨       | 候選人 | 得票數 | 得票率 | 狀態   |
| ------ | ------ | ---------- | ------ | ------ | ------ | ------ |
| 1      |        | 中國國民黨 | 蔡明忠 | 9,048  | 28.88% |        |
| 2      |        | 民主進步黨 | 黃振彥 | 22,275 | 71.11% |        |
| 投票數 | 投票數 | 投票數     | 投票數 | 31,323 | 31,323 | 31,323 |
| 投票率 | 投票率 | 投票率     | 投票率 | 48.93% | 48.93% | 48.93% |

### 民進黨評論
針對鹿港鎮首次變天，民進黨代理主席陳菊表示，從1月總統大選過後，失去制衡的馬政府變成脫疆野馬，肆意妄為，從擬開放瘦肉精肉品進口、隱匿禽流感疫情、一國兩區的政治宣示、不當實施都更的爭議，到不合理的油電飆漲，一連串的失政，已讓人民的憤怒累積到最高點。她感謝鹿港鄉親，用最直接的行動，替台灣人民出口氣，也給當政者最好的警惕。「這是鹿港人的勝利，更是對馬政府執政失敗的不信任投票。」她呼籲馬政府「要看見人民的憤怒」，將一切爭議政策懸崖勒馬。

## 壽豐鄉長補選
因花蓮縣壽豐鄉第16屆鄉長張懷文因賄選案遭判刑後主動辭職。選舉於2012年8月11日舉行，由張懷文同額競選（中國國民黨）當選。

### 選舉結果
| 號次 | 候選人 | 政黨       | 得票數 | 當選標記 |
| ---- | ------ | ---------- | ------ | -------- |
| 1    | 張懷文 | 中國國民黨 | 5,109  |          |

## 海端鄉長補選
因台東縣海端鄉第16屆鄉長胡新一因涉貪被判有罪停職而補選。選舉於2012年8月18日舉行，由縣議員余忠義（中國國民黨）當選。

### 選舉結果
| 號次 | 候選人 | 政黨       | 得票數 | 當選標記 |
| ---- | ------ | ---------- | ------ | -------- |
| 1    | 胡金至 | 無黨籍     | 725    |          |
| 2    | 余忠義 | 中國國民黨 | 799    |          |

## 礁溪鄉鄉長補選
因宜蘭縣礁溪鄉第16屆鄉長黄太平因病過世所舉行之補選。選舉於2012年9月8日舉行，

### 選舉結果
| 號次 | 候選人 | 政黨       | 得票數 | 得票率 | 當選標記 |
| ---- | ------ | ---------- | ------ | ------ | -------- |
| 1    | 林成功 | 無黨籍     | 3,872  | 26.76% |          |
| 2    | 林政盛 | 中國國民黨 | 5,171  | 35.74% |          |
| 3    | 林錫忠 | 民主進步黨 | 5,424  | 37.49% |          |

## 三星鄉鄉長補選
由於宜蘭縣三星鄉鄉長劉燉亮於任內病逝，於2012年11月10日舉行補選。

### 選舉結果
| 號次 | 候選人 | 政黨       | 得票數 | 得票率 | 當選標記 |
| ---- | ------ | ---------- | ------ | ------ | -------- |
| 1    | 黃錫墉 | 民主進步黨 | 4,968  | 51.70% |          |
| 2    | 陳文新 | 中國國民黨 | 4,640  | 48.29% |          |